# Hans Walther (Philologe)
Hans Robert Wilhelm Walther (* 23. April 1884 in Berlin; † 4. September 1971 in Göttingen) war ein deutscher mittellateinischer Philologe.

## Leben
Hans Walther besuchte das Gymnasium in seiner Geburtsstadt Berlin und leistete von 1903 bis 1907 Dienst als Offizier. Am 12. Dezember 1913 wurde er an der Universität Berlin bei Karl Strecker, Gustav Roethe und Michael Tangl promoviert. Von 1920 bis 1949 war er im höheren Schuldienst tätig: in Halberstadt, Göttingen (1927) und schließlich Hildesheim (1934) als Oberstudiendirektor. Seit 1932 lehrte er zudem an der Universität Göttingen, zunächst als Privatdozent und seit 1942 als außerplanmäßiger Professor der Mittellateinischen Philologie. In den 1950er Jahren lebte er in Göttingen, war in zweiter Ehe verheiratet und Vater von fünf Kindern.

## Schriften (Auswahl)
- Initia carminum ac versuum medii aevi posterioris latinorum (= Carmina medii aevi posterioris. Band 1). Göttingen 1959.
- Das Streitgedicht in der lateinischen Literatur des Mittelalters. Hildesheim 1984, ISBN 3-487-07487-7.[3]
- als Hrsg.: Proverbia sententiaeque Latinitatis medii aevi = Lateinische Sprichwörter und Sentenzen des Mittelalters in alphabetischer Anordnung.
  - 1. A–E. Göttingen 1963
  - 2. F–M. Göttingen 1964
  - 3. N–P. Göttingen 1965
  - 4. Q–Sil. Göttingen 1966
  - 5. Sim–Z. Göttingen 1967
  - 6. Register der Namen, Sachen und Wörter. Göttingen 1969.
- Thomas Klein (Hrsg.): Carmina misogynica. Frauenfeindliche Proverbien und Gedichte des lateinischen Mittelalters. Aus den Nachlaß Hans Walthers kritisch herausgegeben und vermehrt von Thomas Klein. Stuttgart 2015, ISBN 978-3-7772-1520-4.